# Plaça de Cánovas de Castillo

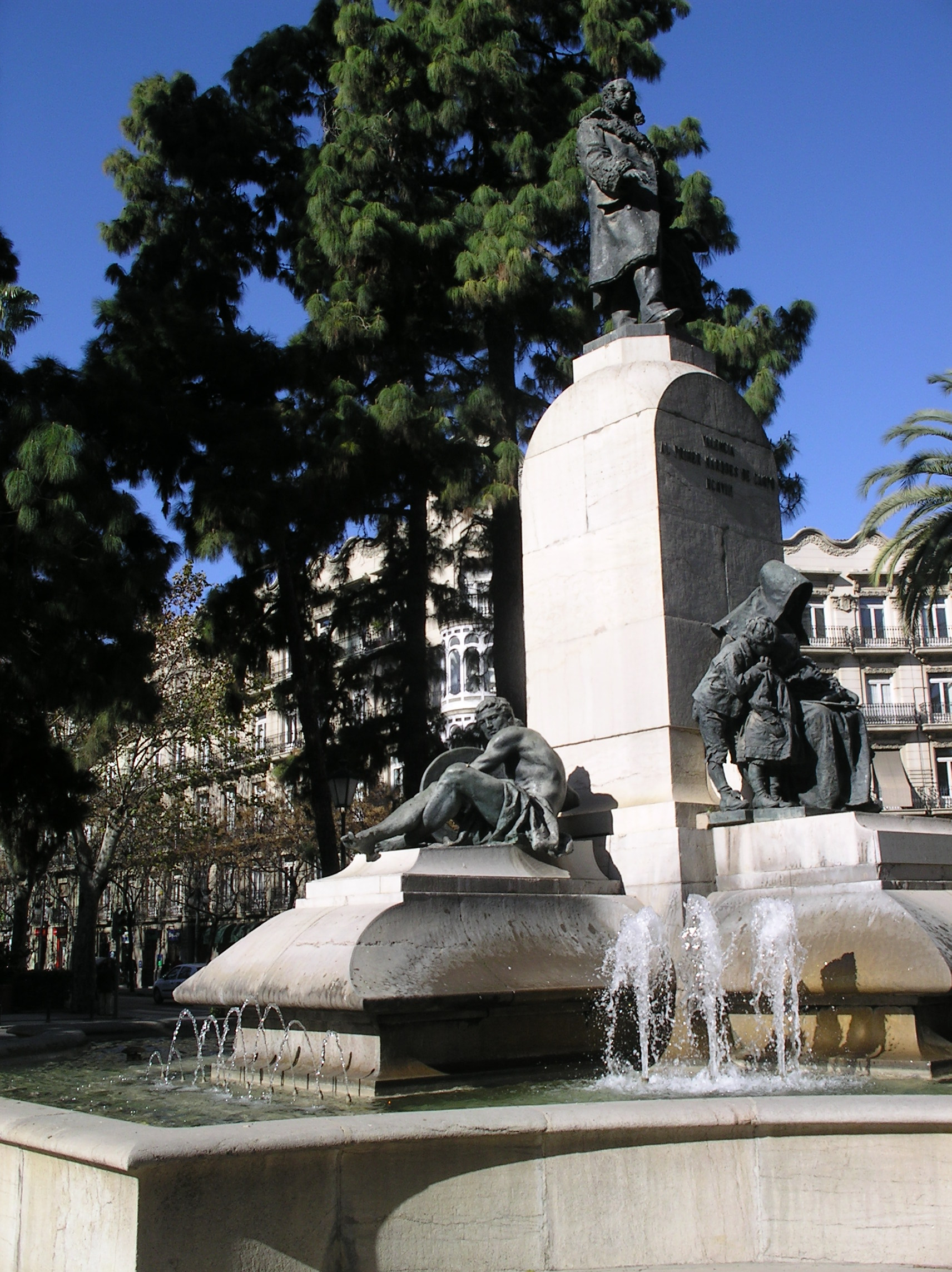
Plaça de Cànovas

La plaça de Cánovas de Castillo és una plaça de la ciutat de València que se situa gairebé al final septentrional de la Gran Via del Marqués del Túria, entre els barris de Gran Via i del Pla del Remei. És una plaça rodona i oberta, de grans dimensions, que funciona de plaça giratòria per al trànsit provinents dels carrers de Salamanca, de Serrano Morrales, del gravador Esteve i de la mateixa Gran Via. Queda dividida en tres parts pel trànsit de la Gran Via: dues mitges llunes i un quadre central on se situa un parc amb nombrosos arbres de grans dimensionsi el monument al Marqués de Campo. És destacable aquesta forma rodona, la qual cosa força les finques adjacents a adoptar la mateixa rodonor. Els edificis de la plaça són totes finques residencials i en gran part d'estil modernista, com l'edifici Xapa.
La plaça és una de les parades principals per als autobusos intermunicipals, els anomenats metrobús, sobretot els que a continuació es dirigeix cap a l'Albufera. També hi passen les línies 1, 2, 3, 12, 22, 41, 80 i N1 d'autobús de l'EMT València.